# Louis-Philippe Boitard
Pour les articles homonymes, voir Boitard.
Louis-Philippe Boitard (fl. 1733-1770) est un dessinateur et graveur franco-britannique ayant exercé principalement à Londres.

## Biographie
Fils de l'artiste François Boitard, mort dans les Provinces-Unies entre 1715 et 1719, la date et le lieu de naissance exacts de Louis-Philippe — et non Louis-Pierre — ne sont pas connus.
L'un des premiers témoins de son art est George Vertue qui note en 1742 sa présence à Londres et raconte comment Boitard exerça comme journalier dans l'atelier de gravure de William Henry Toms, lequel était voisin du jeune John Boydell. Dans ses carnets, Vertue rapporte que le Français prisait beaucoup de tabac, manquait souvent d'argent et nageait dans le canal New River. Une autre source indique qu'en 1751, il vit vers Lambeth Marsh (les « marais »), zone assez insalubre située sur la rive sud de la Tamise.
Vertue l'estime beaucoup. Bon dessinateur et graveur au burin de figures satiriques, de portraits de comédiens, d'illustrations destinées à des ouvrages. Parmi les personnalités qu'il a représentées, on trouve Thomas Brown (1705-1746), Elizabeth Canning, la comtesse Maria de Coventry, ou encore Hannah Snell dite « la femme soldat ». Il semble se spécialiser dans la représentation de l'étrange ou de l'inhabituel. Boitard fait partie du collectif de graveurs s'attelant à illustrer la traduction anglaise d'une somme, l’Histoire ancienne des Égyptiens de Charles Rollin, publiée à Londres en dix volumes, achevée en 1754.
En 1753-1754, il fournit en dessins le graveur Robert Hancock (en) qui travaille pour la manufacture Battersea Enamel Works, spécialisé dans le transfert de motifs sur porcelaine. Certains motifs de Boitard servent également à la Royal Worcester (en),.
Il se marie avec une Anglaise qui lui donne un fils nommé également Louis-Philippe (dit « le fils »), graveur en taille-douce, et une fille.
Après 1770, on perd sa trace.

## Travaux
On conserve de nombreux dessins et gravures de la main de Boitard. Ils témoignent d'un don d'observation pour la vie urbaine londonienne. Son usage du crayon et de la technique du lavis le rapprochent d'un William Hogarth, se combinant avec des motifs rococo à l'instar d'un Gravelot.

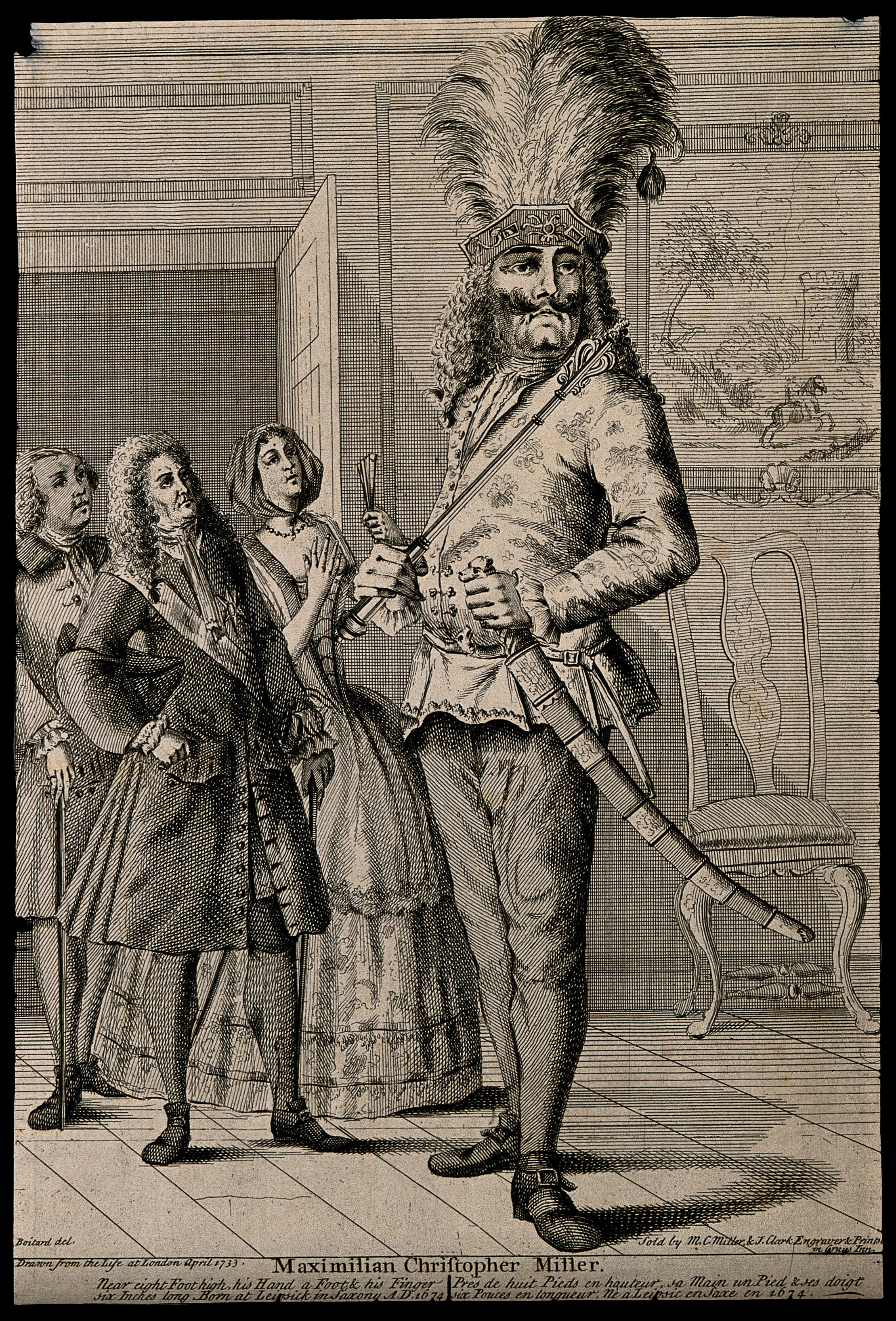
Le géant Maximilian Christopher Miller, gravure d'après un dessin de Boitard d'avril 1733.
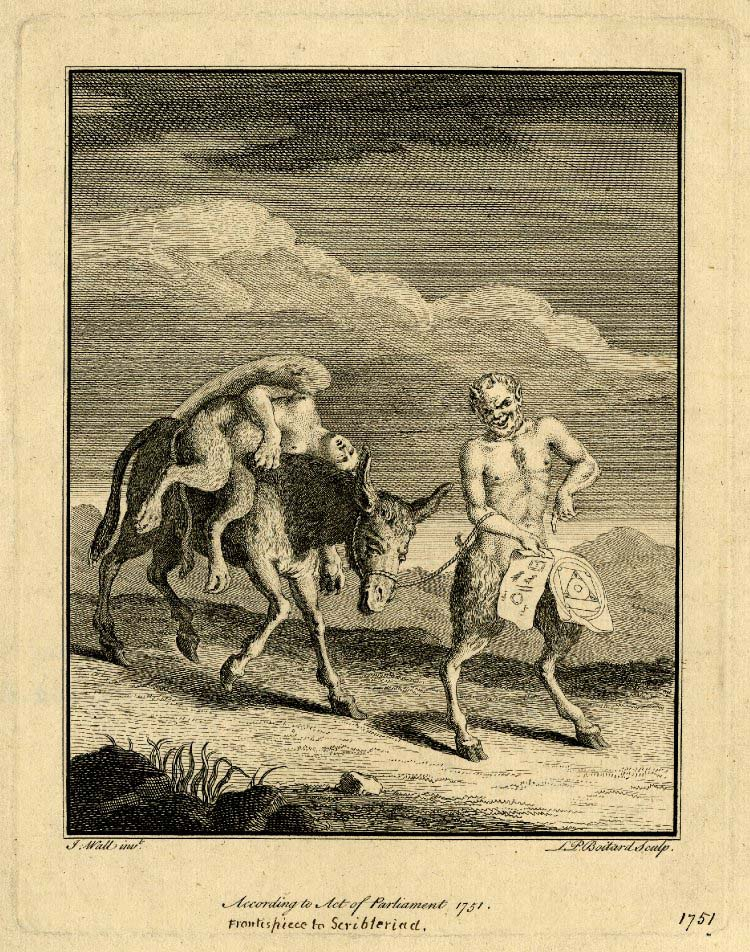
The Scribleriad (1751), frontispice gravé par Boitard pour l'œuvre de Richard Owen Cambridge.
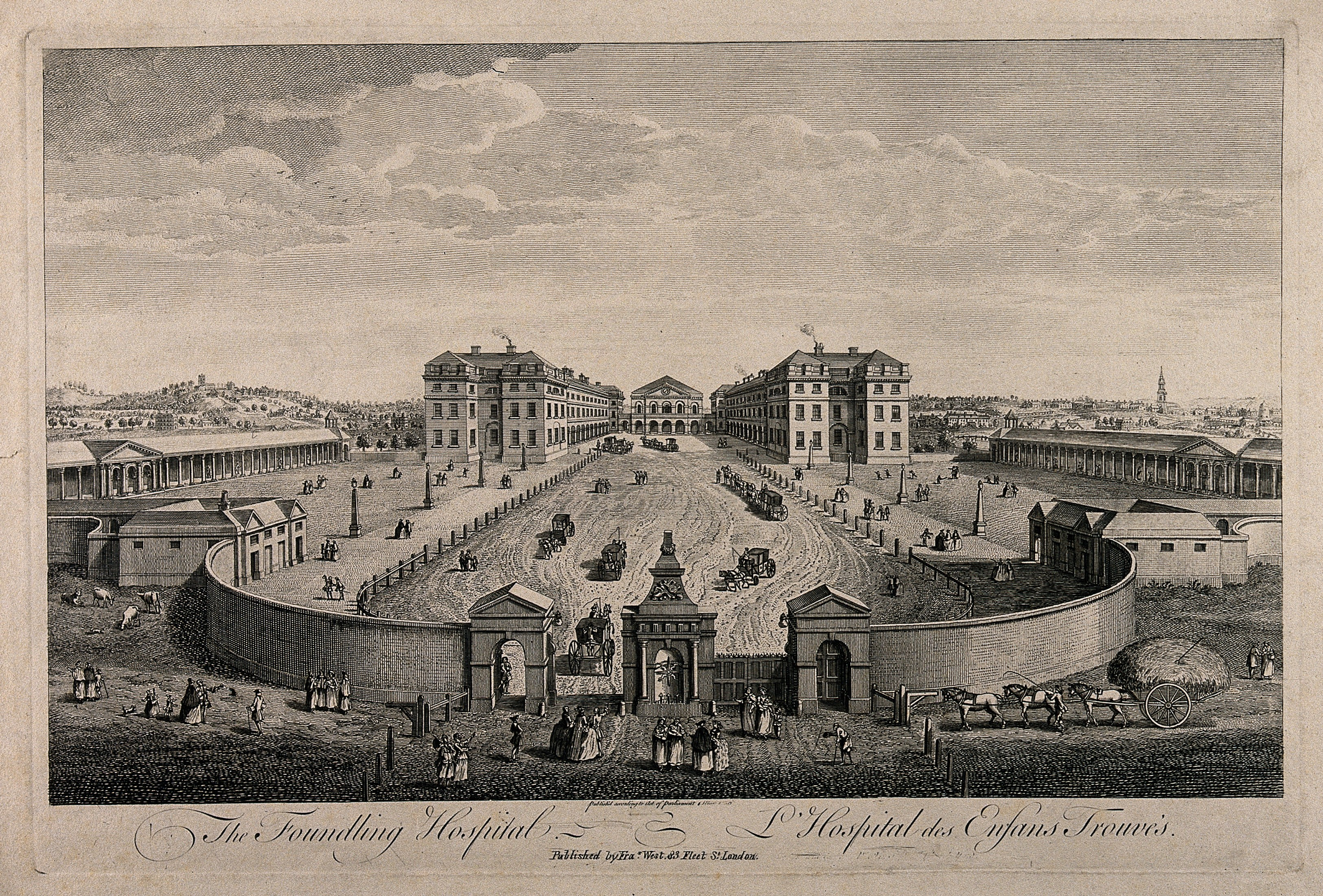
The Foundling Hospital (1753), vue d'oiseau.
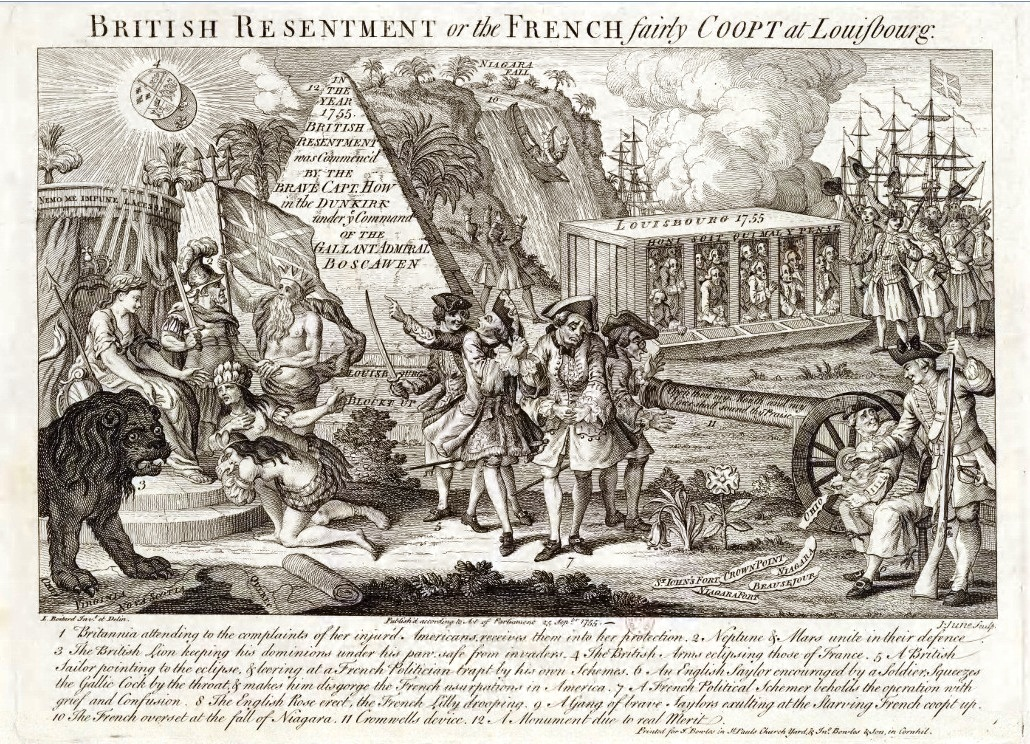
Gravure de propagande contre Louisbourg et le Canada francais (1755) d'après un dessin de Boitard.

### Illustrations d'ouvrages
- F. Nivelon, The Rudiments of genteel behavior (1737)
- Joseph Spence, Polymetis (1747).
- John Gilbert Cooper, Life of Socrates (1749).
- Collaboration au Tabulae selecti et musculorum corporis humani de Bernhard Siegfried Albinus (Londres, 1749)
- Robert Paltock, The Life and Adventures of Peter Wilkins, a Cornish Man (1750).
- Richard Owen Cambridge, Scribleriad (1751).
- [Ralph Morris], A Narrative of the Life and Astonishing Adventures of John Daniel (1751-1753).
- [anonym.], The travels and adventures of William Bingfield, esq; containing, as surprizing a fluctuation of circumstances... (1753).